# Мабиноги о Бранвен
Мабиноги о Бранвен (вел. Branwen ferch Llŷr, „Бранвен, ћерка Лирова”) је легендарна прича из средњовековне велшке књижевности и друга од Четири гране Мабиногија. Прича говори о Лировој деци: Брану Благословеном, високом краљу Британије, његовом брату Манавидану и сестри Бранвен, и бави се браком Бранвен са Матолухом, краљем Ирске. Матолухово лоше поступање према британској принцези доводи до међусобно разорног рата између два острва, смрти већине главних ликова и успона Касвалона, сина Белијевог, на британски престо. Уз остале гране приче, ова се може наћи у средњовековним рукописима Црвене књиге Хергеста и Беле књиге Ридерха. На ову причу се директно надовезује трећа грана, Мабиноги о Манавидану.
Сматра се да прича делимично потиче од келтског продора на Балкан у 3. веку пре нове ере, при чему се Бран поистовећује са келтским вођом Бреном. Историчар Николај Толстој је предложио да је садашња верзија легенде можда настала под утицајем битака из 11. века које су водили Брајан Бору и Маел Шехнил, док је Вил Паркер предложио да ова грана има далеку повезаност са ирским причама Битка код Маг Мукраме и Браново путовање, као и са раним артуријанским текстовима Пленови Ануна и Килхух и Олвена.

## Синопсис
Ирски краљ Матолух плови у Харлех да разговара са Браном Благословеним, високим краљем Острва Моћних (Британије), и да затражи руку његове сестре Бранвен, чиме се формира савез између два острва. Бран пристаје на Матолухов захтев, али славље је прекинуто када Евнисијен, полубрат Лирове деце, брутално осакати Матолухове коње, бесан јер од њега није затражена сагласност у вези са браком. Матолух је дубоко увређен док му Бран не понуди компензацију у облику магичног котла који има моћ да мртве врати у живот. Задовољан поклоном, Матолух са Бранвен испловљава у Ирску.
По доласку у Матолухово краљевство, Бранвен рађа сина, Гверна, али Евнисијенова увреда и даље изазива напетост међу Ирцима, а Бранвен на крају постаје жртва злостављања, изгнана у кухињу и свакодневно тучена. Она успева да укроти једног коса и пошаље га преко Ирског мора са поруком свом брату Брану, који испловљава из Велса према Ирској заједно са својим братом, Манавиданом, и великом војском ратника. Ирци нуде мир и граде кућу довољно велику да угости џиновског Брана, али унутар куће вешају стотину врећа за које се тврди да садрже брашно, али заправо садрже наоружане ратнике. Евнисијен, сумњајући у превару, прегледа дворану и убија ратнике тако што им стиска главе унутар врећа. Касније, на гозби, Евнисијен, поново увређен, баца Гверна у ватру, што изазива жестоку битку. Када види да Ирци користе котао да оживе мртве, Евнисијен се сакрива међу лешевима и уништава котао, том приликом се жртвујући.
Само седам људи преживљава конфликт, међу њима Манавидан, Талјесин и Придери, син Пуилов, господар Диведа, док је Бранвен умрла од сломљеног срца. Преживели добијају наређење од смртно рањеног Брана да му одсеку главу и врате је у Британију. Седмприца преживелих остају у Харлеху седам година, где их забавља Бранова глава, која је и даље способна да говори. Касније се премештају на Гвалес, где живе осамдесет година не примећујући протицање времена. Касније, Хејлин, син Гвина, отвара врата двора која воде ка Корнволу и туга због свега што им се догодило се враћа. Како им је наређено, односе сада тиху главу на Бели брег (који се сматра местом где се данас налази Лондонска кула), где је закопавају окренуту ка Француској како би спречила инвазију.
На крају приче постоји мала дигресија на рачун Ираца. Битка у Ирској је оставила само пет трудних жена које рађају пет синова. Ови синови обнављају популацију острва са јединим женама које су биле доступне на острву: њиховим мајкама. На тај начин, острво је поново насељено људима, а због овог инцеста ствара се пет округа. Иако је Ирска данас подељена на четири провинције, пет мајки и пет синова помажу у објашњењу структуре овог острва, али и служе као подсмех Ирцима.